# Jog és pszichológia
A jog és pszichológia (law and psychology), vagy jogpszichológia (legal psychology) empirikus, pszichológiai kutatása a jognak mint egész, a jogi intézményeknek, és az emberek joggal való érintkezésének. Pszichológiai alapelveket használ a jog kontextusában, célja az igazságszolgáltatás igazságosabbá tétele.
Torma Judit jogpszichológus meghatározása szerint a jog és pszichológia egy olyan "határterületi tudomány, mely a pszichológia eszközeivel, empirikus módszerekkel vizsgálja a jogtudomány és jogalkalmazás által felvetett kérdéseket; vizsgálódásának tárgya alapvetően az ember, mint a jog alanya és hordozója; célja pedig a jog emberspecifikus magyarázata; ezen célból pedig azt vizsgálja, hogy mi történik az emberi elmén belül jogi folyamatok közben." 
Craig Haney amerikai szociálpszichológus három megközelítés alapján rendszerezi a két terület közötti viszonyt:
1. Pszichológia a jogban (psychology in the law): Haney szerint ez a leggyakoribb kapcsolat a jog és a pszichológia között. Itt a jogalkalmazás szereplői, bírók, ügyvédek, ügyészek alkalmaznak, használnak fel pszichológusokat, pszichiátereket és tudásukat egy adott eset megoldásához. A büntető és polgári jogi kontextusban is jellemző ma már, hogy különböző elmeszakértőket vonnak be a tárgyalásokba. Tipikus példája ennek a családjog, ahol széles körben alkalmaznak Magyarországon is pszichológusokat. Amerikában például a szülői felügyelettel kapcsolatos perekben a pszichológus a leginkább előnyben részesített szakértő.
2. Jog és a pszichológia (psychology and the law): ebben a viszonyrendszerben a pszichológia megtartja önállóságát, vizsgálja és analizálja a jog egyes intézményeit és folyamatát a maga szemszögéből. A pszichológia eredményeivel és célzott kutatással a jog komoly kihívást jelentő kérdéseiben tud segítséget nyújtani. Ilyen például a szemtanúk értékelése a modern emlékezetkutatás tükrében. A tanúk hibás emlékfelidézése az Innocence Project és sok más hasonló kezdeményezés alapján ma a leggyakoribb oka az ártatlan emberek elítélésnek. A pszichológia ebben az esetben rá tud mutatni, miért hagy minket cserben memóriánk, milyen mértékben bízhatunk benne, és módszereket tud kifejleszteni, ajánlani ezek elkerülésére. Utóbbira példa a kognitív interjú, egy pszichológusok által kifejlesztett komplex tanúkihallgatási metódus, amivel csökkenteni lehet a hamis információk bekerülését a tanú vallomásába. Ide lehet sorolni továbbá a mentális zavarok kérdését, vagy azt is, a bizonyítékok sorrendje hogyan hat a döntéshozatalra. De fel lehet hozni a terület sokszínűségét bizonyítandó egészen extrém eseteket is, mint az alvajárás közben elkövetett gyilkosságok vizsgálata.
3. A jog pszichológiája (psychology of the law): az utolsó pedig egy átfogóbb, absztraktabb megközelítése a jognak. Ebben a viszonyban a pszichológia arra keresi a választ, hogyan alakítja a jog az emberi viselkedést, illetve hogyan viselkednek az emberek a joggal való érintkezés során. Távolabbról nézve, hogyan hat a jog a társadalomra, és fordítva, hogyan hat a társadalom a jogra. Miért engedelmeskedünk a jognak, mitől sikeres az emberi viselkedés szabályozása? A terület leginkább a szociálpszichológia és a politikai pszichológia vonzáskörzetébe tartozik.

### Jog és egyéb normarendszerek
A jog az emberi viselkedést szabályozó társadalmi rendszerek egyike. Viselkedést szabályozó átfogó normarendszer több is van, nem csak a jog, ilyen például az erkölcs vagy a vallás. A társadalmi normák a lehetséges magatartások közül előírják a helyeset és a követendőt, tehát „kellést” fejeznek ki, és nem determinálják egyértelműen a viselkedést. A magatartásbefolyásolás egyik legfontosabb mechanizmusának tekinthetők2. A jog azonban speciális, leginkább abban, hogy annak érvényesítésére legitim kényszer is alkalmazható, a jogi normák ezért mindig magukban fogják hordozni az állami érvényesítés lehetőségét. A szankció minden társadalmi norma fogalmi eleme, tehát a normasértő személlyel szemben mindenképpen kilátásba kell helyezni valamilyen hátrányt. Amikor valaki például udvariatlan egy asztalnál, nem követi az illemet vagy megszegi a barátság alapnormáit, általában elszenved valamilyen közösségi szankciót. Ez lehet a rosszallás valamilyen formája, vagy kirekesztés az adott csoportból. Kényszert azonban soha senki nem alkalmazhat az illetővel szemben, ez kizárólag a jogi normák privilégiuma. Ha tehát fel akarjuk ismerni a jogot, a legfontosabb, aminek utána kell néznünk, hogy kapcsolódik-e az adott normához állami kényszer vagy nem? Míg a jog az emberi viselkedést szabályozni és előírni próbálja, a pszichológia magát az emberi viselkedést tanulmányozza és kívánja megérteni. Az előbbi szabályozó típusú, normatív tudománynak számít, utóbbi empirikus, leíró jellegű. Fentiekből fakadóan nagyon szorosan és elkerülhetetlenül összeköti őket közös tárgyuk, az emberi viselkedés.  

## Példák a jog és pszichológia területéről

### Viselkedésalapú joggazdaságtan
A modern döntéspszichológiai kutatások kimutatták, hogy az emberi döntéshozatal gyakran szisztematikusan irracionális. Ha ezeket a mintázatokat figyelembe véve újraalkotjuk az emberi viselkedést, egy kiszámíthatóan irracionális modellt kapunk. Ezen a területen a kutatók a bírói döntéshozatal szisztematikus kognitív hibáinak feltárására és kijavítására törekednek, hogy ezáltal javítsák az igazságszolgáltatás működését.

#### Kognitív torzítások az igazságszolgáltatásban
Személyes benyomásaink az emberekről gyakran gyorsan és spontán módon alakulnak ki. A megismerés kezdetén, mindössze 100 milliszekundum alatt makacs megérzések  jönnek létre bennünk a másik emberről, egyszerű képi információk alapján. Az viszont már nem annyira világos, mennyire ferdít az a bizonyos tükör. Több tanulmány is foglalkozik azzal,  hogy maga  a megjelenés,  az  arcvonások keltette  benyomás kitörölhetetlenül hatással lesz későbbi ítéleteinkre, így a bíró által hozott ítéletekre is.

##### Horgonyhatás és jog
kísérleti kutatások egyértelműen azt jelzik, hogy a jogi szereplők numerikus döntéseik során, a döntési környezetben jelenlévő kiemelkedő, de esetleges és önkényes számokra támaszkodnak. Bármilyen szám, amit érzékelünk, tudat alatt meg fogja határozni későbbi numerikus ítéletünket. Egy kísérletben például bírók egy dobókockával dobják ki az ügyészi igényeket, tehát teljesen nyilvánvaló, hogy jogilag irreleváns véletlenszerű számokról van szó, azok mégis hatnak rájuk. Akik például 9-est dobtak, átlag 8 hónapra ítélték volna a bolti lopáson kapott elkövetőt, akik 3-ast, átlagosan 5 hónapra. Ugyanez a pszichológiai erő hozza létre a minél többet kérsz, annál többet kapsz szabályt a kártérítési perekben. Egy teljesen azonos jogi esetben, a bírák úgy ítélkeztek, hogy az egyetlen különbség a felperes által bemondott önkényes szám volt. Az alacsony horgonyzási csoport bírái a felperesnek átlagosan 612.000 dollár kártérítést ítéltek, a kontroll csoporthoz képest kevesebb, mint a felét. Eközben a magas lehorgonyzási hatásnak kitett bírák átlag 2.200.000 dollárt ítéltek meg, majdnem háromszor annyit, mint a horgony nélkül ítélkező bírák – pedig azonos tényállás és jogszabályi környezet mellett, a kártérítési összegnek meg kéne egyeznie. 

#### Nudge
Az állam a viselkedésirányítás során nem hagyományos eszközeit használja – büntetés és ösztönzés – hanem egy harmadik utat választ, és pszichológiai ösztökélés segítségével tereli az állampolgárokat egy meghatározott viselkedésforma felé. A "nudge" (szó szerint "lökés") egy olyan koncepció a viselkedésgazdaságtanban, amely a döntéshozatal befolyásolását jelenti anélkül, hogy szabályokat írna elő vagy jelentős anyagi ösztönzőket biztosítana. A nudge-ok apró változtatásokat jelentenek a döntési környezetben, amelyek ösztönzik az embereket egy bizonyos irányba anélkül, hogy korlátoznák választási szabadságukat. Például egy étkezde úgy helyezi el az egészséges ételeket, hogy azok szem előtt legyenek, így növelve annak valószínűségét, hogy a vásárlók egészségesebb ételeket válasszanak.

## Veszélyes döntés elmélet
Az arcokra jellemző tulajdonságokból valós bizonyítékok hiányában vonunk le túláltalánosító következtetéseket az illető személyes jellemvonásaira vonatkozóan, és ezen folyamat tetten érhető a bíróságokon is. Ezt nevezték el jogpszichológusok „veszélyes döntés elméletnek” (dangerous decisions theory, DDT). A DDT szerint a vádlott (tanú, alperes, felperes) arcvonásainak és érzelemkifejezésének nagy szerepe van a hitelesség megítélésében. Az arcvonások adta kezdeti benyomás „veszélyes” döntések sorozatát indítja útjára, amely láncreakciót tartja veszélyesnek az elmélet. Az arcról levont automatikus következtetés intuícióként jelenik meg a jogi szereplők személyes tapasztalatában. A hitelességre vonatkozó ezen benyomás teljesen irracionális, mégis egy meghatározott irányba fogja motiválni a további megismerést (például valakit megbízhatónak érzünk, de nem tudjuk miért). A döntéshozó ezután ésszerűsíti ezt az irracionális motivációt a megbízhatóságra és a megtévesztő magatartás azonosítására vonatkozó szubjektív sémáin keresztül (például megbízhatatlan, hiszen zavartan félre nézett). Ezzel pedig az ítélet irracionalitása hólabdaszerűen növekedni fog. A kezdeti elköteleződés a vádlott (tanú, alperes, felperes) hitelességével kapcsolatban visszafordíthatatlan csőlátást eredményez. A vádlott (tanú, alperes, felperes) kétértelmű magatartása innentől mindig a hiteltelenség (bizonytalanság, bűnösség) vagy pont a hitelesség (őszinteség, ártatlanság) téves értékeléséhez fog vezetni. 
A fenti láncreakció különösen problémás, tekintve hogy a bírósági tárgyalások sokszor egyfajta hitelességi versennyé fajulnak, ahol a különböző, szemben álló tanúk és elbeszélések érzékelt megbízhatósága dönt. A hitelesség kiértékelésére több bíróság is egyfajta „józan ész” érvelést alkalmaz: hogy ki hiteles és ki nem, az egyszerűen józan ész kérdése. A hétköznapi emberek is nap mint nap megítélik, hogy valaki hazudik vagy igazat mond! Mi olyan bonyolult ebben? 206 kutatás és a 24 483 ítélet metaanalíziséből pszichológusok arra jutottak, hogy az emberek átlag 54%-ban képesek megkülönböztetni a hazugságot az igazságtól.  Az a „józan ész” tehát, amiből senki se kér többet, mert mindenkinek elég jutott, végül mégsem lesz megfelelő alapja a hitelesség megítélésének. Az eredmény nagyon hasonló volt, amikor az Amerikai Titkosszolgálat, Központi Hírszerző Ügynökség, Szövetségi Nyomozóiroda, Nemzetbiztonsági Ügynökség, Kábítószer-ellenes Hivatal, Kaliforniai rendőrség és bíróságok alkalmazottait vizsgálták. A résztvevőknek videón mutattak be 10 embert, akik hazudtak vagy az igazat mondták az érzéseik leírásakor. A kísérletben egyedül a titkosszolgálat teljesített jobban, mint a puszta véletlen, bár ők szignifikánsan pontosabbak voltak, mint az összes többi csoport. A véletlenszerűség márpedig igencsak távol van a jogi és hatósági döntéseknél elvárt bizonyossági szinthez képest. 
A fenti magas hibaszázaléknak egyik oka, hogy az emberek általában a hazugságot az ideges magatartás jeleivel társítják, mint például beszédzavarok, hosszabb szünetek, a szemkontaktus elkerülés és a test gyakoribb mozgása, míg a pszichológiai szakirodalom ezt a korrelációt nem támasztja alá. 
„Corkum és Jabarianha egyáltalán nem voltak hihetők. Mindketten a diszkonfort klasszikus jeleit mutatták a bíróság előtt, Mindkettőjüknek kitérő volt a szemmozgása. A történet bizonyos pontjaiban a hamisság egyértelmű jeleit mutatták”, 
olvashatjuk a kanadai bíró magyarázatát Laurentide Motels v. Beauport ügyben. Felhozza itt továbbá a Morales v. Artuz ügyet is, amiben a bíró a napszemüveg levételére kötelezte a tanút, mert állítása szerint a hitelességre vonatkozó ítéletet nem tudja meghozni a szem megfigyelésének a hiányában. Kérdéses, hogy a szemek megfigyelése mennyire lehet egy bizonyíték mérlegelésének alapja. Amikor kifejezetten bírókat kérdeztek meg, miről ismerik fel a megtévesztő magatartást, teljesen különböző válaszokat írtak, ellenben magas pontszámot adtak saját, a megtévesztés észlelésével kapcsolatos képességeiket illetően. A bíróknak tehát nincs következetes stratégiájuk a hitelesség felmérésére, de sokszor elfogultak saját képességeiket illetően. Ebből nyilván az következik, hogy hasonló bizonyítékok különböző bírák általi értékelése nagyon változó eredményekre vezethet. 
Rontja a helyzetet, hogy ha lenne is konszenzus a bírók között a hazugság mintázataiban, az nem lenne egységesen alkalmazható etnikailag és kulturálisan különböző csoportok tekintetében. Például azok a bírók, akik a szemkontaktus elkerülését a hazugság jeleként értékelik, tévesen értelmezhetik azon kulturális csoportokból származó emberek gesztusait, akiknél az erős szemkontaktus felvétele egy adott tekintéllyel szemben pont, hogy a tiszteletlenség jele. Ez a helyzet, hívja fel a figyelmet egy Kanadai kutatás például az ottani bennszülött kultúrákkal is. Míg az őslakosoknál a direkt szemkontaktus durva, ellenséges, tolakodó gesztus, addig a fehér kanadai kultúrában ez az őszinteség és magabiztosság jele. Felvetik az írók, hogy ez a kulturális különbség lehet az egyik tényező a kanadai börtönökben az őslakosok indokolatlan felülreprezentáltságának. Non-verbális viselkedésüket a tárgyalóteremben igazságtalanul a hitelesség hiányának tekintik.

## Neurojog
A neurojog, amely a "neurolaw" vagy "law and neuroscience" kifejezések tükörfordítása, az idegtudományok jogi alkalmazását jelöli. A modern orvostudományi és természettudományos eredmények fokozatosan teret nyernek a társadalomtudományokban, különösen a jog területén. A képalkotó technikák fejlődése révén szerzett új kognitív idegtudományi eredmények jelentős kérdéseket vetnek fel a jogi felelősség, a szabad akarat és a római jogon alapuló jogi dogmatikák terén. Nagy Marianna 2010-es tanulmányában hangsúlyozza, hogy a neurobiológia és az idegtudományok eredményei provokatív kérdéseket vethetnek fel, és új perspektívákat nyithatnak a jogalkotás és jogalkalmazás számára.
A terület érinti a neuropszichológiai állapotok hatását a bűnözői viselkedésre, a jogi felelősségre, valamint az ítélkezési és büntetési rendszerek reformjára vonatkozó kérdéseket. Továbbá, a neurojog kutatja az agyi képalkotó technikák és a neurológiai bizonyítékok jogi felhasználásának etikai és jogi vonatkozásait, például az agyi vizsgálatok eredményeinek értékelését a bírósági eljárások során és az olyan eseteket, ahol a neurológiai állapotok befolyásolhatják a bűnösség vagy a büntetés mértékét.